# Draculas Gast
Draculas Gast (englisch Dracula’s Guest) ist eine Kurzgeschichte von Bram Stoker, die in der Ursprungsfassung seines Romans Dracula als Entwurf für das Einleitungskapitel gedient haben könnte.

## Inhalt
Am 30. April, dem Tag vor der Walpurgisnacht, fährt der unbenannte Protagonist, ein Mann aus England, der im Hotel Vier Jahreszeiten abgestiegen war, in das Münchner Umland. Als er verlangt, eine Abzweigung in Richtung eines entvölkerten Dorfes zu nehmen, lehnt der Kutscher Johann dies vehement ab. Der Protagonist nimmt daraufhin zu Fuß den Weg zu diesem Dorf, kommt jedoch in einen Schneesturm und findet sich, inzwischen nachts, auf einem Friedhof wieder. In einer Grabkammer mit der Inschrift GRÄFIN DOLINGEN ZU GRAZ / IN DER STEIERMARK / SIE SUCHTE DEN TOD UND FAND IHN / 1801 (im Original COUNTESS DOLINGEN OF GRATZ / IN STYRIA / SOUGHT AND FOUND DEATH / 1801) findet er eine schöne tote Frau auf einer Totenbahre. Er wird "wie von der Hand eines Riesen" zurück in den Sturm geschleudert. Ein Blitz zerstört das Grabmal und setzt die tote Frau in Flammen, die im Begriff war, sich zu erheben, worauf der Protagonist einen Ohnmachtsanfall erleidet. Wieder bei Bewusstsein findet er sich in den Klauen eines Wolfes, der seine Kehle leckt. Gerettet wird er von einem Trupp Bayerischer Kavalleristen, die von Delbrück, dem Maître d’hôtel des Vier Jahreszeiten, für tausend Mark ausgesandt wurden. Im Hotel erfährt er, dass Delbrück ein Telegramm des Boyaren Dracula erhalten hatte, mit der Instruktion, für die Sicherheit des Protagonisten zu sorgen.

## Geschichte
Draculas Gast wurde 1914, nach Stokers Tod, gemeinsam mit acht weiteren durch seine Witwe Florence Stoker veröffentlicht. (Die deutsche Ausgabe des Sammelbandes, 1968 im Diogenes Verlag herausgegeben, enthält neben der Titelgeschichte allerdings nur fünf weitere Stories.)
Die Geschichte ähnelt der Einleitung des Book of Were-Wolves [en] von Sabine Baring-Gould, eine der frühesten Quellen Stokers. Die Grabinschrift "Gräfin Dolingen zu Graz in der Steiermark" ist möglicherweise eine Reminiszenz auf Sheridan LeFanus Vampirroman Carmilla.
Die unter anderem in der Süddeutschen Zeitung vertretene Theorie, Stoker sei durch das ausgestorbene Dorf Pachem inspiriert worden, wird von Christian Begemann als „Missverständnis“ bezeichnet.